# Haliclona submonilifera
Haliclona submonilifera är en svampdjursart som beskrevs av Uriz 1988. Haliclona submonilifera ingår i släktet Haliclona och familjen Chalinidae.
Artens utbredningsområde är Namibia. Inga underarter finns listade i Catalogue of Life.